# Israels invasion af Libanon 1982
Israels invasion af Libanon startede med israelske luftangreb mod palæstinensiske stillinger i Vestbeirut d. 4. juni 1982. Derefter rykkede den israelske invasionsstyrke mod nord i Libanon på en bred front.
For Israel blev invasionen landets hidtil længste krig og en meget alvorlig belastning for det internationale syn på landet.

## Invasionens mål
Hovedmålet for Israel var at angribe de palæstinensiske baser lokaliseret i Tyr-området, ved Sidon og Damour.
Israels statsminister Menachem Begin udtalte at målet var at oprette en 40 km bred "sikkerhedszone" i det sydlige Libanon, hvor ingen palæstinensiske soldater kunne opholde sig. Denne zone skulle sikres af internationale styrker, iflg. Israel.

## Forhistorien
PLO-styrkerne brugte sine stillinger i det sydlige Libanon til at angribe mål i det nordlige Israel. Selve sommeren 1981 var der hårde kampe ved grænsen, men der blev senere indgået en våbenhvile mellem parterne.
Vinteren og foråret 1982 blev det klart at parterne havde en stærk uenighed om hvad våbenhvilen egentlig sagde. Israelerne mente at den bare gjaldt området mellem Israel og Libanon.

## Kamphandlingerne
Invasionen blev indledt med luftangreb over store dele af Libanon. Efterhånden blev syriske styrker også indblandet sammen med PLO-styrker mod israelerne i bjergområderne inde i landet, samt i Bekaa-dalen længere mod øst.
De israelske styrker rykkede både gennem major Saad Hadads' område og FN-zonen mod syd. Efter en uge befandt de israelske styrker sig ved Beirut, som lå langt nord for den "sikkerhedszone" Begin sagde skulle oprettes. De syriske styrker havde trukket sig tilbage fra Beirut, og de palæstinensiske styrker stod overfor overmagten helt alene ved Beirut. Den østlige del af Beirut var på denne tid kontrolleret af kristne falangist-styrker, som samarbejdede med Israel.
Kampe mellem syriske og israelske styrker fortsatte imidlertid efter at en våbenhvile var indgået.
Men sommeren 1982 var det meste af opmærksomheden rettet mod kampene ved Beirut. Den vestlige del af byen blev udsat for et konstant bombardement fra luften, søen og fra feltartilleriet. En mængde våbenhviler blev indgået og brudt. Israel blokerede samtidig for forsyningen af mad og andet til Vestbeiruts indbyggerne, noget som ramte omtrent 500.000 civile libanesere og palæstinensere i bydelen.
10. november ramtes de israelske styrkers hovedkvarter i den libanesiske by Tyr af en bombe som dræber 90 soldater.

## Propagandakrigen
Rapporter om israelske angreb mod civile mål blev brugt af palæstinenserne. Israel på sin side, viste store palæstinensiske våbenlagre de havde erobret i Sydlibanon frem. Israel anklagede også PLO for at bruge civile som skjold under kamphandlingerne.

## Krigens resultat
PLO og Arafat blev ganske vist fjernet fra Libanon. Men det var en Pyrrhussejr, for Arafat kunne blot 12 år senere returnere til Gaza i triumf, efter den første intifada og fredsforhandlingerne i Oslo. Men hvad værre var, set fra et israelsk synspunkt, var at man i Libanon i stedet for PLO, nu fik en langt stærkere fjende, Hizbollah, som netop blev oprettet i 1982, som reaktion på den israelske invasion, med det formål at befri Libanon for de israelske besættere.
Krigen blev en stor belastning for Israel og dets støttespillere, med USA i spidsen. Selv internt i Israel voksede der en misfornøjelse med invasionen frem. 8. november 1982 måtte statsminister Begin forklare sig for en undersøgelseskommission vedrørende massakrerne i de palæstinensiske flygtningelejre Sabra og Shatila.
31. oktober 1982 blev der afholdt en nordisk "Libanon-høring" i Oslo. Der blev det hævdet at den israelske krigsførelse i Libanon var i strid med Folkeretten.